# Fukushima Yasumasa
Barão Fukushima Yasumasa (福島 安正, 27 de maio de 1852 - 19 de fevereiro de 1919) foi um samurai e general do Exército Imperial Japonês.

## Biografia

### Início de vida
Fukushima nasceu em uma família samurai; seu pai era servo do daimiô de Matsumoto, Toda Mitsunori, na província de Shinano (atual Prefeitura de Nagano). Ele também se tornou um lacaio de Mitsunori. Em 1867, ele viajou para Edo (hoje Tóquio) para frequentar a escola militar Kobusho para se tornar um hatamoto, localizada em Tsukiji. Durante a Guerra Boshin (1868–1869), ele prestou serviço como membro do contingente de Matsumoto. Em 1869, com Toda Mitsunori, ele viajou novamente para Tóquio e estudou línguas estrangeiras na Kaisei Gakko, uma escola especializada em estudos estrangeiros. Depois de se formar na escola em 1874, ingressou no Ministério da Justiça como funcionário civil e depois mudou-se para o Ministério da Guerra. Ele participou das forças do governo na Rebelião de Satsuma (1877). Sua mente rápida e a capacidade de se dar bem com as pessoas lhe renderam um posto no Estado-Maior do Exército Imperial Japonês desde muito jovem.

### Primeiras viagens ao exterior
Durante os anos seguintes, ele viajou extensivamente, visitando a Mongólia em 1879, servindo como adido militar em Pequim de 1882-1884. Ele era um oficial de estado-maior do Primeiro Exército Japonês quando a Primeira Guerra Sino-Japonesa estourou.

#### Levante dos Boxers
Após a guerra, Fukushima visitou a Índia britânica e a Birmânia em uma extensa viagem de 1886 a 1887. Em 1887, foi promovido a major e enviado como adido militar a Berlim. Nesta viagem, em 1892, ele foi acompanhado pelo Príncipe Saionji Kinmochi. Fukushima, que falava 10 idiomas fluentemente, era uma figura popular na sociedade alemã durante sua estadia em Berlim.

### Outras viagens
Como oficial do Estado-Maior após a Rebelião Boxer, ele visitou o Egito, a Turquia Otomana, a Pérsia, a Arábia, a Índia, a Birmânia, o Sião (Tailândia) e o Turquestão. Em 1902, ele representou o imperador Meiji na coroação do rei Eduardo VII da Grã-Bretanha e participou de negociações diplomáticas secretas por trás da Aliança Anglo-Japonesa. Foi agraciado com o título honorário de Cavaleiro Comandante da Ordem do Banho (KCB) e Ordem do Príncipe Danilo I.

#### Guerra Russo-Japonesa
Durante a Guerra Russo-Japonesa (1904-1905), Fukushiama viajou por Saskatchewan, Canadá, a caminho de Nova Iorque, com o objetivo de negociar assistência financeira para a guerra. Ele parou sua comitiva a leste de Regina, Saskatchewan, para admirar as pradarias canadenses. O desvio onde ele parou foi batizado de Fukushima em sua homenagem.

### Honras no Japão
Em 1907, Fukushima foi elevado ao título de danshaku (barão) sob o sistema de nobreza kazoku. De 26 de abril de 1912 a 15 de setembro de 1914, ele serviu como Governador-Geral do Território Arrendado de Kwantung. Em 1914, foi promovido a general e transferido para a segunda reserva. Após a transferência, atuou como vice-presidente da Associação de Reservistas Japoneses.

### Morte
Fukushima morreu aos 67 anos e seu túmulo está localizado no cemitério de Aoyama, em Tóquio.